# Exochus vlops
Exochus vlops là một loài tò vò trong họ Ichneumonidae.